# Bataille de Wertingen
 (décembre 2020).
Si vous disposez d'ouvrages ou d'articles de référence ou si vous connaissez des sites web de qualité traitant du thème abordé ici, merci de compléter l'article en donnant les références utiles à sa vérifiabilité et en les liant à la section « Notes et références ».
 (décembre 2020).
- Si vous ne connaissez pas le sujet, laissez ce bandeau (vous pouvez alors contacter les auteurs).
- Si vous supprimez le contenu mis en cause (vous pouvez préalablement contacter les auteurs),

argumentez précisément cette suppression dans la page de discussion
(un manque de référence n'est pas un argument ; une recherche réelle de référence doit avoir été effectuée, être formellement documentée).
Troisième Coalition
Batailles
Batailles navales
- Rocher du Diamant (1805)
- Cap Finisterre (1805)
- îles Chausey (1805)
- Trafalgar (1805)
- Cap Ortegal (1805)

Campagne d'Allemagne (1805) : opérations en Bavière - Autriche - Moravie
- Donauwörth
- Wertingen
- Günzburg
- Haslach-Jungingen
- Memmingen
- Elchingen
- Nerenstetten
- Neresheim
- Ulm
- Ried
- Lambach
- Bodenbichl
- Steyr
- Amstetten
- Mariazell
- Dürenstein
- Hollabrunn (Schöngrabern)
- Wischau
- Austerlitz

Campagne d'Italie (1805) : Opérations en Italie du Nord
- Vérone
- Caldiero
- Forano
- Castelfranco Veneto

Invasion de Naples (1806)
- Gaète
- Campo Tenese
- Maida
- Lauria
- Maratea
- Amantea
- Mileto

La bataille de Wertingen, qui eut lieu le 16 vendémiaire an XIV (8 octobre 1805), opposa les armées françaises et autrichiennes lors de la Troisième Coalition, qui marqua l'apogée des guerres napoléoniennes.
Le feld-maréchal-lieutenant von Auffenberg se retrouva seul et isolé à Wertingen lorsqu'il eut la surprise de voir les armées françaises sous les ordres des maréchaux Joachim Murat et Jean Lannes, l'attaquer avec 12 000 hommes. Avec seulement 5 500 hommes à sa disposition, il ne put à aucun moment opposer une sérieuse résistance aux Français. 
À la fin de la bataille, Franz Xaver von Auffenberg avait perdu la moitié de ses hommes, la plupart ayant été capturés.

## Début de campagne
Avant de commencer ses opérations militaires, Napoléon, qui redoutait les dispositions équivoques du cabinet de Berlin, avait, le jour même où les mouvements hostiles de l'Autriche et l'invasion de la Bavière lui avaient été connus, chargé le général Duroc, de s'assurer à Berlin de la neutralité du roi de Prusse. 
Ce prince, en butte aux suggestions des diplomaties russe et anglaise, se trouvait placé dans une position embarrassante; pressé entre tant de soldats qui s'avançaient pour vider une aussi grande querelle, il lui était difficile d'échapper aux conséquences de la guerre, et peut-être alors mieux conseillé, eût-il uni ses drapeaux à ceux de l'Autriche et de la Russie, en entrant dans la coalition des cabinets de Londres, de Pétersbourg et de Stockholm .

Mais il temporisa lorsqu'il eût fallu agir; il eut recours à la mauvaise foi, et quelques jours s'étaient à peine écoulés depuis cette promesse de neutralité armée, qu'elle était démentie par un traité d'alliance offensive et défensive juré solennellement entre le souverain de la Prusse et l'autocrate de la Russie, sur la tombe même du grand Frédéric à Potsdam ; étrange conduite, qui sanctionnait la déloyauté par une insulte aux cendres d'un grand homme !
Cependant, le signal des combats est donné : les corps d'armée s'ébranlent ; mais quel est le général que l'Autriche oppose au génie de Napoléon ? C'est le général Karl Mack, fameux par sa jactance et ses revers, Mack, dont Pichegru, Macdonald et Championnet, n'ont éprouvé que l'inhabileté pusillanime.
Cet élève de Lascy et de Laudon n'a jusqu'ici marqué les pas de sa carrière militaire que par des fautes : prisonnier de guerre, et libre sur parole à Paris, en 1800, il a manqué à l'honneur en s'évadant furtivement de la capitale, et le premier consul s'est vengé de cette infraction à la loi la plus sacrée, en lui renvoyant ses effets, ses chevaux et ses équipages; de retour à Vienne, il a trouvé moyen de faire excuser ses fautes, et plus habile dans l'art de l'intrigue que dans celui de la guerre, il a persuadé le conseil aulique que seul il peut rendre à la maison de Lorraine son ancienne prépondérance.
Les vieux généraux de l'Autriche voient préférer à leur expérience la forfanterie du vaincu de Tournai et de Naples, du fugitif de Paris. Mack a juré à son souverain qu'il aurait bon marché de l'armée française et de son chef, et ce n'est pas sans surprise que Napoléon voit reparaître ce général à la tête des forces militaires de l'Autriche.
Mack s'est à peine trouvé en face de son ennemi, que déjà sa tactique est en défaut, il a pris le change sur la direction que l'empereur a donnée aux différents corps de son armée, et considérant comme un piège qu'on lui tendait les démonstrations de la cavalerie du maréchal Joachim Murat, il ordonne quelques autres mouvements ; mais ne pouvant plus douter qu'afin d'éviter les montagnes Noires et la ligne des rivières parallèles qui se jettent dans la vallée du Danube, l'intention de l'empereur des Français ne soit de se porter sur ce fleuve, le général autrichien opère subitement un changement de front dans sa ligne.

Cependant, incertain sur le point où son adversaire se propose de commencer son attaque, et ne pouvant toutefois saisir l'ensemble des vastes combinaisons de ce génie supérieur, il fait concentrer ses troupes dans les environs d'Ulm, de Stockach et de Memmingen, et prend les mêmes positions où, cinq ans avant, les deux armées française et autrichienne s'étaient signalées par les plus savantes manœuvres.

## Manœuvres stratégiques
Après avoir renforcé le corps d'armée établi sur la rive gauche du Danube, sous les ordres du général Kienmayer, il passe lui-même ce fleuve, pendant que l'armée française continue son grand mouvement, et que la gauche, composée des corps du maréchal Bernadotte, du général Marmont et de l'armée bavaroise, s'est mise en marche les 9 (1er octobre) et 10 vendémiaire an XIV (2 octobre 1805) pour se réunir à Weissenburg.

Le maréchal Davout, parti de Neckareltz, suivait la route de Möckmühl à Harburg. Le maréchal Soult s'était mis en marche d'Heilbronn, et s'avançait sur le Danube par Oettingen en direction de Nordlingen. Le maréchal Ney, venant de Stuttgart, prenait la route d'Esslingen.

Le maréchal Lannes avait quitté Ludwigsbourg, et suivait la route de Beutelsbach, Plüderhausen, Gmünd, Aalen et Nordlingen.

Ayant commencé son changement de direction au passage du Rhin, l'armée le continuait par un mouvement circulaire de conversion, dont la droite était le pivot. Chaque partie de la ligne parcourait son rayon, et venait faire face au Danube par cette seule manœuvre. Après avoir traversé une partie de la Souabe et de la Franconie, elle se trouvait portée en Bavière par une marche de quelques jours, et profitait de tous les avantages que les grandes plaines de cette contrée peuvent offrir et, ayant évité les montagnes et les obstacles de la Forêt-Noire, arrivait sur les arrières de l'armée ennemie qui, tournée et prise à revers, se trouvait dans une position dont il lui était presque impossible de sortir.
D'après la grande marche qu'elle venait de faire, l'armée française, au 14 vendémiaire (6 octobre), était disposée de la manière suivante :

La cavalerie du prince Murat bordait le Danube;
 le maréchal Lannes était à Neresheim;
 le maréchal Ney à Kösingen; 
le maréchal Soult, maître du pont de Munster, était aux portes de Donauworth; 
le corps du maréchal Davout à Oettingen, à cheval sur la Wörnitz; 
et le corps du maréchal Bernadotte et l'armée bavaroise réunis étaient en position à Weissenburg.

Par cette marche savante, l'Empereur avait évité d'avoir en flanc les débouchés du Tyrol, inconvénient qu'il n'aurait pu éviter s'il eût suivi le système d'opérations dont les apparences causèrent l'erreur du général Karl Mack.
Dès les premiers jours d'octobre, le corps autrichien du feld-maréchal-lieutenant comte Giulay, s'était réuni à Ulm et pendant la nuit du 12 (4 octobre) au 13 vendémiaire (5 octobre), le comte de Klenau arriva dans cette ville avec plusieurs régiments du corps d'avant-garde, et plus de six mille hommes que le général Mack faisait revenir en toute hâte des gorges de la Forêt-Noire et des bords de l'Iller.
Le général autrichien, entièrement dérouté par l'apparition subite de l'armée française sur ses arrières, perdit le seul instant qui lui restait pour opérer un mouvement sur toute l'étendue de sa ligne qui, facilitant le développement de ses troupes, l'aurait placé en bataille vis-à-vis de l'armée française, aurait favorisé sa jonction avec les troupes russes en marche vers le Danube, et lui aurait ménagé ses communications avec le Tyrol.
Le 14 (6 octobre), à huit heures du soir, la deuxième division du corps du maréchal Soult, commandée par le général Vandamme, étant arrivée à Donauworth, eut l'honneur de se mesurer la première avec l'armée autrichienne. Elle culbuta le régiment de Colloredo, qui défendait le pont de la ville, tua une soixantaine d'hommes, et fit cent cinquante prisonniers.
Après avoir fait réparer le pont, le maréchal Soult le traversa avec les deux divisions Vandamme et Legrand, pour se porter sur Augsbourg. Pendant ce temps, la division du général Saint-Hilaire remontait le Danube par la rive gauche, afin d'observer le mouvement des troupes ennemies qui étaient réunies autour d'Ulm; cette division devait ensuite se rabattre dans la même direction que les deux premières divisions.
Le 15 (7 octobre) au matin, le prince Murat arriva à Donauworth avec la division de dragons commandée par le général Walter ; il traversa le fleuve pour se porter rapidement sur le Lech. Pour s'emparer d'un pont situé sur la route de Rain, et gardé par un régiment de cuirassiers autrichiens, le colonel Wathier, à la tête de deux cents dragons du quatrième régiment, traversa cette rivière à la nage, chargea le régiment ennemi avec impétuosité, et resta maître du pont.

## Forces en présence
Les forces Françaises sont composées de 7 000 fantassins, 7 400 cavaliers et 14 pièces d’artillerie.

Les forces autrichiennes sont composées de Total : 5 000 fantassins, 400 cavaliers et 9 pièces d’artillerie.

## Début de la bataille

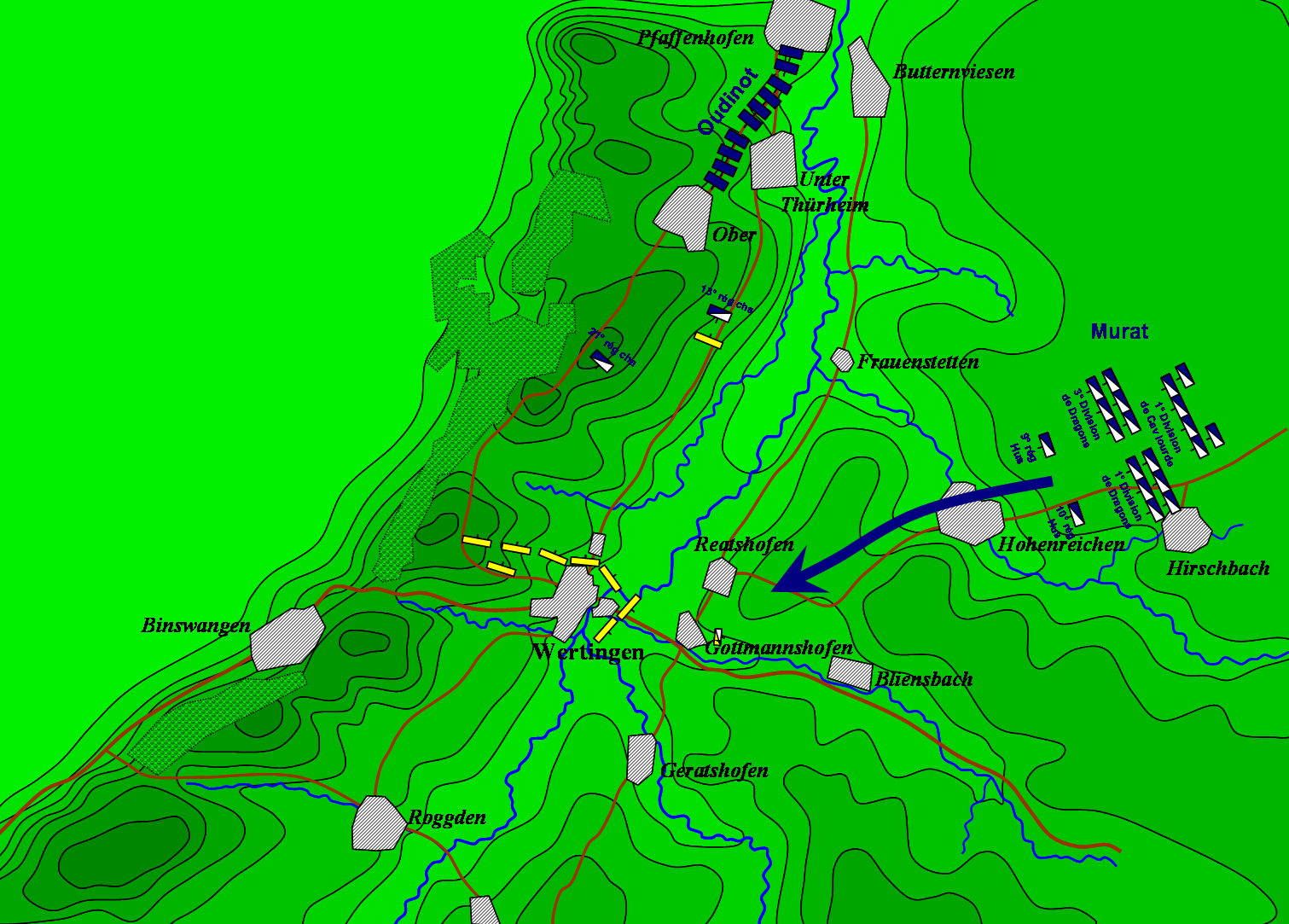
Les positions françaises (en bleu) et autrichiennes(en jaune) au début de la bataille.

Le maréchal Murat, qui avait couché à Rain am Lech, se mit en route le 16 vendémiaire (8 octobre) à la tête des divisions de dragons des généraux Beaumont et Klein, et de celle du général Nansouty composée d'une brigade de carabiniers et d'une brigade de cuirassiers. Le but de cette marche était de couper le chemin d'Ulm à Augsbourg. Murat apprit, à son arrivée à Wertingen, sur la rive gauche de la Zusam, qu'une forte division d'infanterie ennemie, composée de douze bataillons de grenadiers, et soutenue par quatre escadrons du régiment d'Albert (cuirassiers), se trouvait aux environs.

Il ordonna sur-le-champ une manœuvre pour envelopper ces troupes, et, par suite d'un habile mouvement que fit la division du général Nansouty, toute l'infanterie autrichienne se trouva entourée; mais le général qui commandait cette colonne, arrivant à marche forcée du Tyrol pour renforcer l'armée, vit de sang-froid le danger qui le menaçait, et fit former ses bataillons en un énorme carré, qui fut flanqué à droite et à gauche par deux escadrons de cuirassiers d'Albert. Le combat s'engagea de la manière la plus opiniâtre, et les autrichiens firent une résistance dont la vigueur égala celle de l'attaque.
Le colonel Maupetit, chargeant à la tête de son régiment, fut blessé grièvement ; les cuirassiers d'Albert furent assaillis par le premier régiment avec la plus grande impétuosité; le colonel Arrighi eut deux chevaux tués sous lui, et sans le dévouement et la brillante intrépidité de ses dragons il serait tombé au pouvoir de l'ennemi.

Le colonel Beaumont, commandant le dixième de hussards, en chargeant à la tête de son régiment les cuirassiers autrichiens, fit prisonnier de sa propre main un capitaine de ce corps, et tua plusieurs cavaliers; enfin, après deux heures d'un combat acharné, les cuirassiers d'Albert furent écrasés, et le carré enfoncé se dispersa.
Après avoir passé le Danube, le corps du maréchal Lannes avait suivi le mouvement de la division du prince Murat ; le général, marchant avec la division de grenadiers d'Oudinot qui faisait tête de colonne, ne put envoyer qu'une seule brigade pour seconder les braves dont nous venons de parler, et la vue de ce renfort avait encore contribué à accélérer la fuite de l'ennemi, qui abandonna dans sa retraite toute son artillerie; les Français, qui s'étaient emparés de la plus grande partie des drapeaux autrichiens, firent prisonniers 2 lieutenants-colonels, 6 majors, 60 officiers, et près de 4 000 soldats, et le reste ne dut son salut qu'à un marais qui arrêta la marche de la seconde brigade des grenadiers d'Oudinot, qui, dans l'intention de tourner les fuyards, avait fait marcher sur eux au pas de charge.

## Après la bataille
Après ce combat, Murat continua son mouvement et se porta sur le village de Zusmers-Hauzen, situé sur la route d'Ulm à Augsbourg. La division Suchet rejoignit celle d'Oudinot ; le maréchal Lannes suivit la réserve de cavalerie, et vint prendre position au même village le 9 au soir.
Après avoir établi son quartier-général à Zusmers-Hauzen, l'empereur, qui marchait avec ce corps d'armée, passa en revue les deux divisions d'Oudinot et de Suchet, ainsi que la cavalerie du maréchal Murat. 
Ce fut dans cette revue que le dragon Marente fut présenté à l'empereur:
 ce brave militaire, brigadier au quatrième de dragons, quelques moments avant le premier engagement de la cavalerie au pont du Lech, venait d'être cassé par son capitaine pour une légère faute de discipline. Ce capitaine étant tombé dans la rivière en combattant, était sur le point de perdre la vie, lorsque Marente se précipite dans les flots et le ramène sain et sauf sur la rive. Lorsque Napoléon, à qui l'on avait fait connaître ce généreux dévouement, lui témoigna sa satisfaction, le brave Marente répondit : “Je n'ai fait que mon devoir ; mon capitaine m'a puni parce que j'avais manqué à la discipline; mais en m'enlevant mon grade de brigadier, il n'a pu oublier que j'avais toujours été bon soldat”. L'empereur lui donna l'étoile de la Légion-d'Honneur et le fit maréchal-des-logis.
Le chef d'escadron Exelmans, aide-de-camp du prince Murat , ayant apporté dans la même matinée les drapeaux pris au combat de Wertingen, l'empereur lui dit : “Je sais qu'on ne peut être plus brave que vous, je vous fais officier de la Légion d'Honneur”. Napoléon donna également la décoration d'honneur à un dragon de chaque régiment, et tous reçurent l'assurance de sa satisfaction. Il récompensa de la même manière les grenadiers d'Oudinot, et les complimenta sur leur courage et leur belle tenue.
Après avoir manœuvré les 15 (7 octobre) et 16 vendémiaire (8 octobre) avec la division Legrand, le maréchal Soult rejoignit celle de Vandamme, pour marcher avec elle sur Augsbourg, par la rive droite du Lech, en même temps que le général Saint-Hilaire s'y portait par la rive gauche. En passant par Aichach, le maréchal retrouva les débris de la colonne autrichienne qui avait été défaite à Wertingen; il les chassa de ce village, et le 17 vendémiaire (9 octobre) il entra à Augsbourg.
Les difficultés du terrain ayant arrêté le maréchal Davout dans sa marche, il n'était arrivé que le 16 vendémiaire (8 octobre) à Neubourg sur le Danube; et les trois divisions de ce corps remplacèrent, dans la soirée du lendemain, les troupes du maréchal Soult à Aichach. Après avoir passé le Danube, le général Marmont se porta sur le même point avec les divisions Boudet et Grouchy ; et le général Dumonceau, qui commandait la division batave, prit position entre Aichach et Augsbourg.

Les divisions bavaroises Deroi et de Wrède, ainsi que le corps d'armée du maréchal Bernadotte, arrivèrent à Eichstätt le 18 vendémiaire (10 octobre), et prirent ensuite position à Ingolstadt. Le maréchal Bessières, qui commandait la garde impériale, se rendit à Augsbourg ainsi que la division de cuirassiers du général d'Hautpoul. Ces divers mouvemens, exécutés avec autant d'ensemble que de rapidité, préparaient infailliblement la défaite totale de l'armée autrichienne en Souabe.

## Divers
À Paris, la rue de Furstemberg reçut le nom de rue de Wertingen en 1806 et reprit son ancien nom en 1815.